# Немачка на Светском првенству у атлетици у дворани 2018.
Немачка је на 17. Светском првенству у атлетици у дворани 2018. одржаном у Портланду од 17. до 20. марта, учествовала петнаести пут под овим именом, односно учествовала је на свим првенствима од Светског првенства 1991. у Севиљи. Немачка је пријавила 22 учесника (10 мушкарца и 12 жена), који су се такмичили у 18 дисциплина (9 мушких и 9 женских).,
На овом првенству Немачка је са 1 сребрном и 2 бронзане медаље делила 15. место.
У табели успешности према броју и пласману такмичара који су учествовали у финалним такмичењима (првих 8 такмичара) Немачка је са 9 учесника и 39 бодова, заузела 5. место.
| Плас. | Земља   | 1. место | 2. место | 3. место | 4. место | 5. место | 6. место | 7. место | 8. место | Бр. финал. | Бод. |
| ----- | ------- | -------- | -------- | -------- | -------- | -------- | -------- | -------- | -------- | ---------- | ---- |
| 5.    | Немачка | 0        | 1        | 2        | 1        | 3        | 0        | 1        | 1        | 9          | 39   |

## Учесници
| Мушкарци: - Михел Пол — 60 м - Питер Емелиезе — 60 м - Клеменс Блајштајн — 3.000 м - Рихард Рингер — 3.000 м - Ерик Балнувајт — 60 м препоне - Матеус Пжибилко — Скок увис - Рафаел Холцдепе — Скок мотком - Макс Хес — Троскок - Давид Шторл — Бацање кугле - Кај Казмирек — Седмобој | Жене: - Татјана Пинто — 60 м - Јасмин Квадво — 60 м - Надин Гонска — 400 м - Дијана Сујев — 1.500 м - Хана Клајн — 1.500 м - Констанце Клостерхалфен — 3.000 м - Синди Роледер — 60 м препоне - Рикарда Лоба — 60 м препоне - Лиза Рицих — Скок мотком - Состен Могенара — Скок удаљ - Малајка Михамбо — Скок удаљ - Неле Екхарт — Троскок |  |

## Освајачи медаља (3)

### Сребро (1)
- Давид Шторл — Бацање кугле

### Бронза (2)
- Матеус Пжибилко — Скок увис
- Состен Могенара — Скок удаљ

## Резултати

### Мушкарци
| Атлетичар         | Дисциплина   | Лични рекорд | Квалификације   | Квалификације   | Полуфинале           | Полуфинале           | Финале               | Финале       | Детаљи |
| Атлетичар         | Дисциплина   | Лични рекорд | Резултат        | Место           | Резултат             | Место                | Резултат             | Место        | Детаљи |
| ----------------- | ------------ | ------------ | --------------- | --------------- | -------------------- | -------------------- | -------------------- | ------------ | ------ |
| Михел Пол         | 60 м         | 6,63         | 6,73 КВ         | 3. у гр. 4      | 6,71                 | 8. у гр. 3           | Није се квалификовао | 19 / 49 (52) |        |
| Питер Емелиезе    | 60 м         | 6,60         | 6,77 (.763)     | 4. у гр. 2      | Није се квалификовао | Није се квалификовао | Није се квалификовао | 23 / 29 (52) |        |
| Клеменс Блајштајн | 3.000 м      | 7:51,51      | 7:49,01 кв      | 7. у гр. 1      |                      |                      | 8:18,24              | 8 / 16 (22)  |        |
| Рихард Рингер     | 3.000 м      | 7:46,18      | Дисквалификован | Дисквалификован | Није се квалификовао | Није се квалификовао |                      |              |        |
| Ерик Балнувајт    | 60 м препоне | 7,54         | 7,67 КВ         | 4. у гр. 4      | 7,70 (.696)          | 5. у гр. 3           | Није се квалификовао | 17 / 37 (38) |        |
| Матеус Пжибилко   | Скок увис    | 2,30         |                 |                 |                      |                      | 2,29                 |              |        |
| Рафаел Холцдепе   | Скок мотком  | 5,88         | 5,80            | 6 / 15          |                      |                      |                      |              |        |
| Макс Хес          | Троскок      | 17,52        | 16,47           | 11 / 15         |                      |                      |                      |              |        |
| Давид Шторл       | Бацање кугле | 21,88 НР     | 21,44 ЛРС       |                 |                      |                      |                      |              |        |

#### Седмобој
| Дисциплина   | Кај Казмирек | Кај Казмирек | Кај Казмирек | Кај Казмирек | Кај Казмирек | Кај Казмирек |
| Дисциплина   | Лич. рек.    | Рез.         | Бод.         | Плас.        | Укупно       | Плас.        |
| ------------ | ------------ | ------------ | ------------ | ------------ | ------------ | ------------ |
| 60 м         | 7,01         | 7,15 ЛРС     | 830          | 10.          | 830          | 10.          |
| Скок удаљ    | 7,64         | 7,68 ЛР      | 980          | 1.           | 1.810        | 4.           |
| Бацање кугле | 14,53        | 14,55 ЛР     | 763          | 5.           | 2.572        | 3.           |
| Скок увис    | 2,09         | 2,05 ЛРС     | 850          | 2.           | 3.422        | 4.           |
| 60 м препоне | 8,00         | 7,95 ЛР      | 994          | 3.           | 4.416        | 3.           |
| Скок мотком  | 5,20         | 5,20 ЛР      | 972          | 3.           | 5.388        | 3.           |
| 1.000 м      | 2:39,51      | 2:42,15 ЛРС  | 850          | 6.           | 6.238        | 4.           |
| Укупно       | 6.173        |              |              |              | 6.238 ЛР     | 4/ 9 (11)    |

### Жене
| Атлетичарка             | Дисциплина   | Лични рекорд | Квалификације  | Квалификације | Полуфинале            | Полуфинале            | Финале                | Финале       | Детаљи |
| Атлетичарка             | Дисциплина   | Лични рекорд | Резултат       | Место         | Резултат              | Место                 | Резултат              | Место        | Детаљи |
| ----------------------- | ------------ | ------------ | -------------- | ------------- | --------------------- | --------------------- | --------------------- | ------------ | ------ |
| Татјана Пинто           | 60 м         | 7,06         | 7,18 (.177) КВ | 1. у гр. 6    | 7,18 (.172)           | 4. у гр. 2            | Није се квалификовала | 12 / 47      |        |
| Јасмин Квадво           | 60 м         | 7,24         | 7,68           | 7. у гр. 4    | Није се квалификовала | Није се квалификовала | Није се квалификовала | 41 / 47      |        |
| Надин Гонска            | 400 м        | 52,84        | 52,77 кв, ЛР   | 3. у гр. 2    | 53,45                 | 5. у гр. 2            | Нису се квалификовале | 14 / 31 (34) |        |
| Дијана Сујев            | 1.500 м      | 4:07,72      | 4:10,64        | 6. у гр. 1    |                       |                       | Нису се квалификовале | 16 / 25 (26) |        |
| Хана Клајн              | 1.500 м      | 4:10,12      | 4:12,11        | 5. у гр. 2    | 19 / 25 (26)          |                       | Нису се квалификовале |              |        |
| Констанце Клостерхалфен | 3.000 м      | 8:36,01      |                |               |                       |                       | 8:51,79               | 7 / 14       |        |
| Синди Роледер           | 60 м препоне | 7,84         | 7,97 (.961) КВ | 2. у гр. 3    | 7,86 (.858) КВ        | 2. у гр. 2            | 7,87                  | 5 / 36 (37)  |        |
| Рикарда Лоба            | 60 м препоне | 7,99         | 8,33           | 7. у гр. 5    | Није се квалификовала | Није се квалификовала | Није се квалификовала | 31 / 36 (37) |        |
| Лиза Рицих              | Скок мотком  | 4,75         |                |               |                       |                       | Без пласмана          | Без пласмана |        |
| Состен Могенара         | Скок удаљ    | 6,95         | 6,85 ЛРС       |               |                       |                       |                       |              |        |
| Малајка Михамбо         | Скок удаљ    | 6,72         | 6,64           | 5 / 13        |                       |                       |                       |              |        |
| Неле Екхарт             | Троскок      | 14,13        | 13,87          | 13 / 17       |                       |                       |                       |              |        |